# Biesdorf, Berlin
För andra betydelser, se Biesdorf.

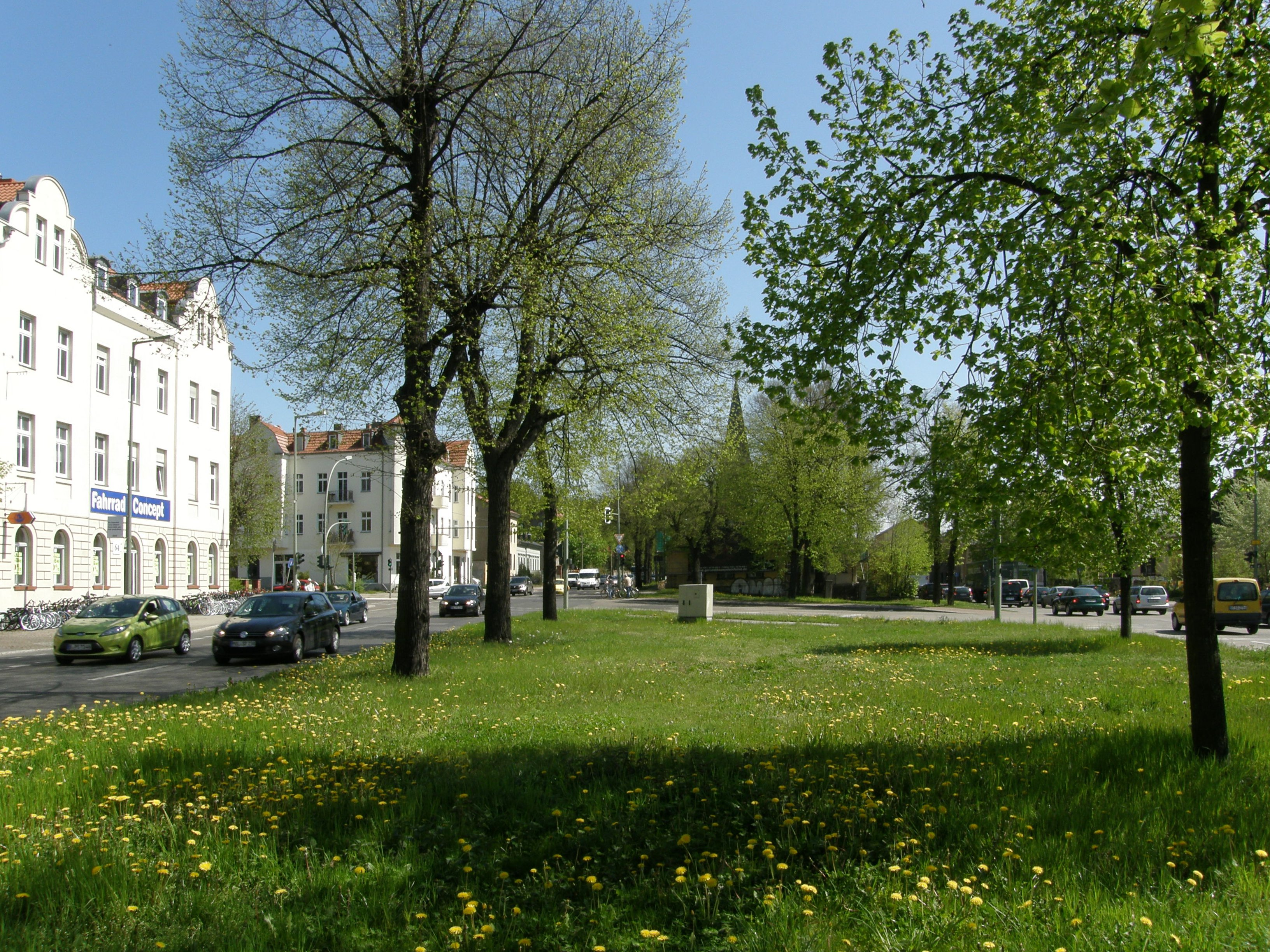
Alt-Biesdorf

Biesdorf är en stadsdel (tyska: Ortsteil) i östra Berlin, belägen i stadsdelsområdet Marzahn-Hellersdorf. Tillsammans med stadsdelarna Kaulsdorf och Mahlsdorf bildar den Tysklands största sammanhängande villaområde av enfamiljshus och tvåfamiljshus. Biesdorf har 30 974 invånare (2023).